# 塞山 (貝希特斯加登阿爾卑斯山脈)
47°31′00″N 12°51′11″E / 47.516678°N 12.853117°E

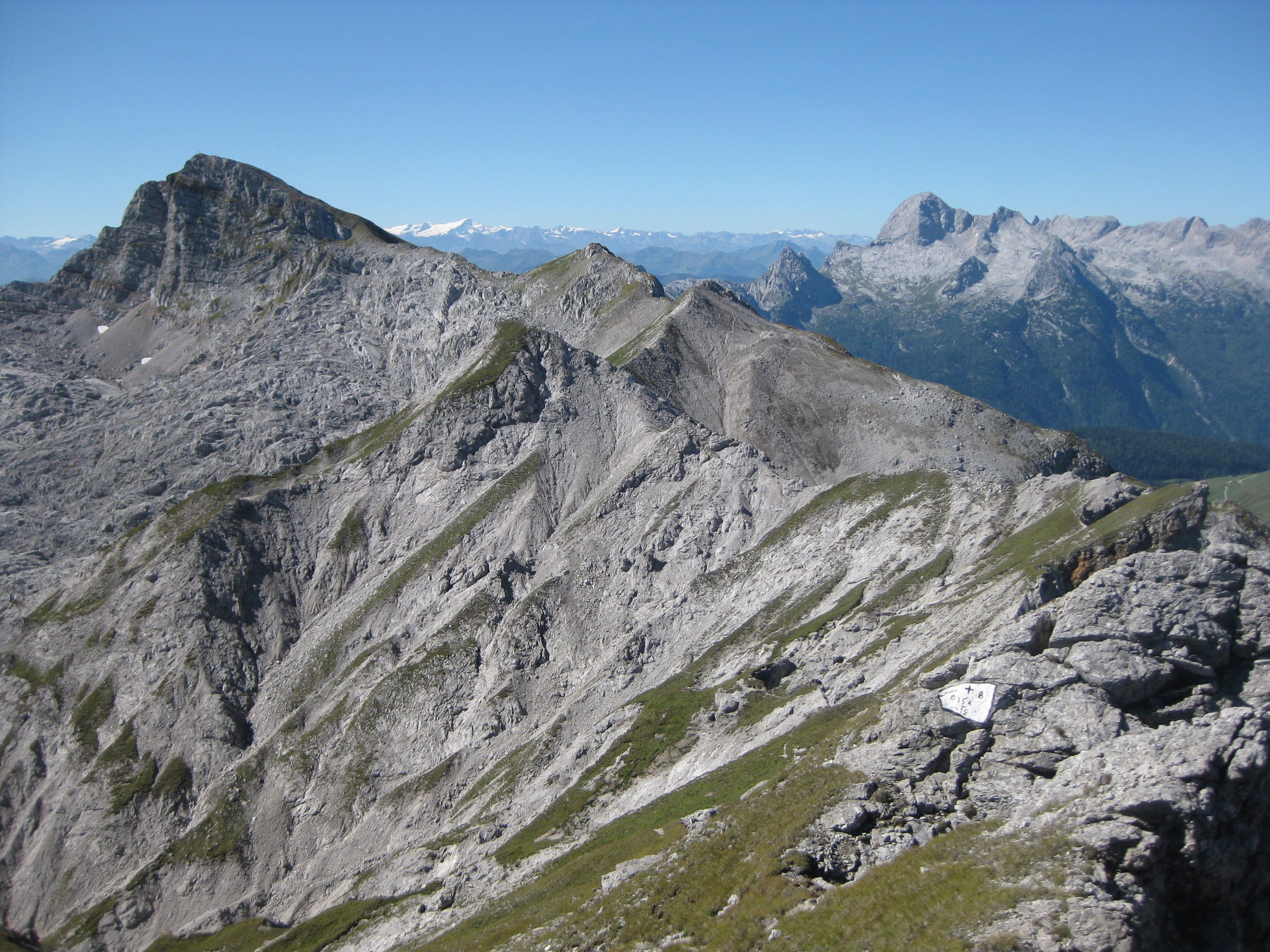

塞山（德語：Seehorn），是奧地利的山峰，位於該國中部，由薩爾茨堡州負責管轄，屬於貝希特斯加登阿爾卑斯山脈的一部分，海拔高度2,321米，山體由石灰岩組成。